# 美國田徑協會
美國田徑協會 (USA Track & Field， USATF ) 是美国田賽和徑賽、越野跑、公路跑步和竞走等运动的全國性管理机构以及非营利组织，拥有近130,000名会员。美國田徑協會在1979年至1992年间被称为田径大会(TAC)，該組織分拆自业余田径联盟(AAU)，AAU此前長期管理美国的田徑运动，直到1978年因為《业余体育法案》而被解散。美國田徑協會总部位于印第安納波利斯。